# Michael Begley (Ruderer)
Michael „Mike“ Begley (* 22. September 1872 in Dublin; † 24. August 1938 in St. Louis) war ein amerikanischer Ruderer.
Der in Irland geborene Begley lebte nach seiner Einwanderung zunächst in Boston und ruderte dort beim East Boston Amateur Athletic Boat Club. Er zog dann nach St. Louis und schloss sich dem Mound City Rowing Club an. Ein Boot dieses Clubs mit Frederick Suerig, Martin Formanack, Charles Aman und Michael Begley nahm bei den Olympischen Spielen 1904 in St. Louis am Wettbewerb im Vierer ohne Steuermann teil. Da nur drei Boote aus St. Louis an diesem Wettbewerb teilnahmen, war es eine Art Stadtmeisterschaft. Es siegte das Boot vom Century Boat Club mit zwei Längen vor dem Mound City Rowing Club.